# آشلي أتكينسون
آشلي أتكينسون (بالإنجليزية: Ashlie Atkinson)‏ مواليد 6 أغسطس 1977 في ليتل روك، هي ممثلة أمريكية بدأت مسيرتها الفنية عام 2003.

## وصلات خارجية
- آشلي أتكينسون على موقع IMDb (الإنجليزية)
- آشلي أتكينسون على موقع ألو سيني (الفرنسية)
- آشلي أتكينسون على موقع أول موفي (الإنجليزية)
- آشلي أتكينسون على موقع قاعدة بيانات برودواي على الإنترنت (الإنجليزية)
- آشلي أتكينسون على موقع قاعدة بيانات الفيلم (الإنجليزية)
- آشلي أتكينسون على موقع كينوبويسك (الروسية)